# يسبر تومسن
يسبر تومسن (بالدنماركية: Jesper Thomsen)‏ هو لاعب كرة الريشة دنماركي، ولد في 21 أكتوبر 1974.

## وصلات خارجية
- يسبر تومسن على موقع BWF.tournamentsoftware.com (الإنجليزية)
- يسبر تومسن على موقع BWFbadminton.com (الإنجليزية)